# 375 km (obwód pskowski)
375 km (ros. 375 км) – przystanek kolejowy w miejscowości Pozdnojewo, w rejonie newelskim, w obwodzie pskowskim, w Rosji. Położony jest na linii Newel - Połock.